# Phecda
Phecda (Gamma de l'Ossa Major / γ Ursae Majoris) és el sisè estel més brillant de la constel·lació de l'Ossa Major, amb magnitud aparent +2,44.

## Nom
El nom de Phecda —en qualsevol de les variants a dalt esmentades— prové de l'àrab فخذ (faxð), «cuixa», per la seva localització en el cos de l'ossa.
D'acord amb l'astrònom persa Al-Biruní (segles x i xi), aquest estel era Pulastya —nascut de les orelles de Brahmā—, un dels rishis o grans savis de l'antiguitat vèdica. A la Xina era coneguda amb els noms de Ke Seuen Ke i Tien Ke.

## Característiques físiques
Juntament amb altres estels de la constel·lació —com Alioth (ε Ursae Majoris), Mizar (ζ Ursae Majoris), Merak (β Ursae Majoris) o Megrez (δ Ursae Majoris)—, Phecda forma part de l'Associació estel·lar de l'Ossa Major, un grup d'estels que es mouen al uníson a la mateixa regió de l'espai i que posseeixen una edat similar; l'edat de Phecda s'estima entorn dels 300 milions d'anys. Es troba a 84 anys llum del sistema solar, lleugerament més allunyada que les altres quatre components principals del grup.
Phecda és un estel blanc de la seqüència principal de tipus espectral A0Veu amb una temperatura superficial de 9500 K. Amb una lluminositat 72 vegades major que la del Sol, el seu radi és el triple del radi solar. La e en el seu tipus espectral indica l'existència d'un disc de gas giratori al voltant de l'estel, conseqüència de la seva alta velocitat de rotació de 168 km/s en l'equador, 84 vegades major que la del Sol. La major part dels estels d'aquest tipus són estels més calents de tipus B —denominades estrelles Be —, entre les quals cal citar a Achernar (α Eridani) o a Gomeisa (β Canis Minoris).
L'espectre de Phecda indica la presència d'una companya propera, de la qual gens se sap tret que deu ser molt tènue.